# Битка при Посада
Битката при Посада (Bătălia de la Posada) е между Кралство Унгария под предводителството на Карл Роберт Анжуйски и войводството Влашко, ръководено от Басараб I.
Малката войска на Басараб, състояща се от кавалерия, пеши стрелци и местни селяни и овчари, успява да устрои засада и разбие 30-хилядната унгарска армия в планинския регион на границата между Олтения и Северински Банат.
Битката завършва с убедителна победа на влашкия войвода и катастрофа за Карл Роберт, която е повратна точка в дипломатическата политика на Унгария, която се отказва от амбициите си за разширение към Черно море. Победата отблъсква унгарските инспирации към земите на българската корона и запазва контрола над областта Влашко